# Patrick Bär
Patrick Bär (* 27. April 1980) ist ein deutscher Basketballtrainer.

## Laufbahn
Der aus Lauchhammer stammende Bär sammelte im Alter von 17 Jahren erste Erfahrungen als Trainer, er ging dann zum Studium nach Chemnitz, wo er zudem im Jugendbereich der ChemCats Chemnitz als Trainer tätig wurde.
Von 2006 bis 2012 war er Trainer der Damen-Mannschaft des TSV Nördlingen (beziehungsweise nach der Namensänderung BG Donau-Ries) sowie im Jugendbereich. 2008 führte er Nördlingens Damen zum Aufstieg in die Damen-Basketball-Bundesliga, 2011 erreichten die Nördlingerinnen unter seiner Leitung das Endspiel des deutschen Vereinspokals geführt, wo man jedoch unterlag.
Zum Spieljahr 2012/13 wechselte Bär zum Bundesligisten SV Halle, den er bis 2014 als Trainer betreute und dann im Sommer 2014 nach Nördlingen zurückkehrte, um dort wieder die Bundesliga-Damen zu trainieren.
Zusätzlich zu seinen Aufgaben als Vereinstrainer wurde Bär ab 2011 zusätzlich als Trainer für den Deutschen Basketball Bund tätig. Er betreute die weibliche U16-Nationalmannschaft bei der B-EM 2011 und führte die deutsche Auswahl bei diesem Turnier verlustpunktfrei zum Gewinn der Goldmedaille. 2012 war er Cheftrainer der weiblichen U18-Nationalmannschaften bei der B-Europameisterschaft. Am Ende der Spielzeit 2018/19 zog sich Bär als Nördlinger Trainer zurück.